# Jöran Persson

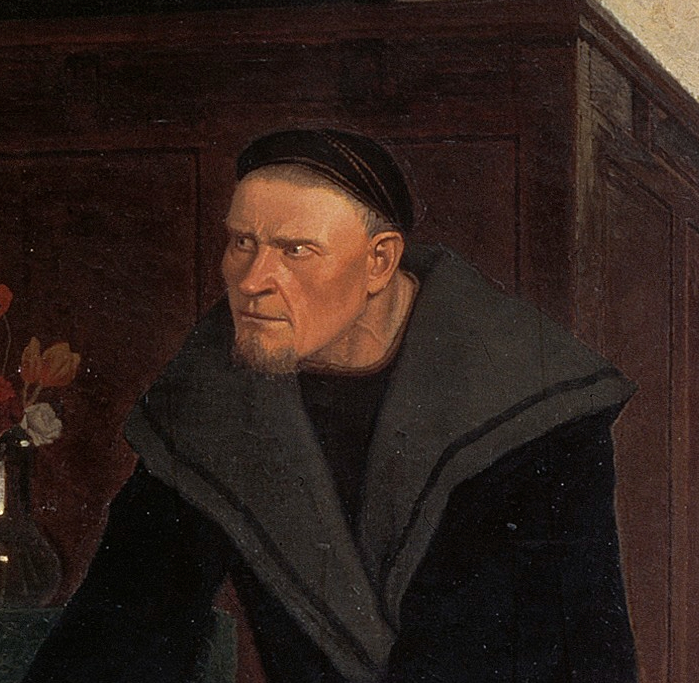
Persson in einem Ausschnitt eines Gemäldes von Georg von Rosen aus dem Jahr 1871.

Jöran Persson (auch Göran Persson; * ca. 1530 in Sala; † 1568 in Stockholm) war Jurist, schwedischer Beamter und wichtigster Ratgeber von Erik XIV. von Schweden. Ihm wird eine entscheidende Rolle bei Eriks Politik zugesagt, welche diesem schließlich zunehmend Feinde machte, woraufhin Erik mit repressiven Maßnahmen wie Folter und Morden reagierte. So soll er auch mitverantwortlich sein für die Morde an Mitgliedern und Partnern der einflussreichen Adelsfamilie Sture, ein Ereignis das als Sturemorde in die Geschichte Schwedens einging. Dazu gehörten unter anderem Svante Sture, dessen Söhne Erik und Nils sowie Abraham Stenbok. Persson wurde dafür verantwortlich gemacht und daraufhin inhaftiert. Der König – nach seiner Rückkehr aus der Regierungsunfähigkeit aufgrund seiner eingeschränkten mentalen Gesundheit – rehabilitierte ihn jedoch. Nachdem Erik XIV abgesetzt worden war, wurde Persson 1568 erneut inhaftiert, in einem schnellen Verfahren zum Tode verurteilt und hingerichtet.
Im Jahr 1561 heiratete er Anna Andersdotter. Aus der Ehe gingen zwei Söhne hervor, der Historiker Erik Jöransson Tegel und sein Bruder Anders Jöransson Tegel.

## Galerie

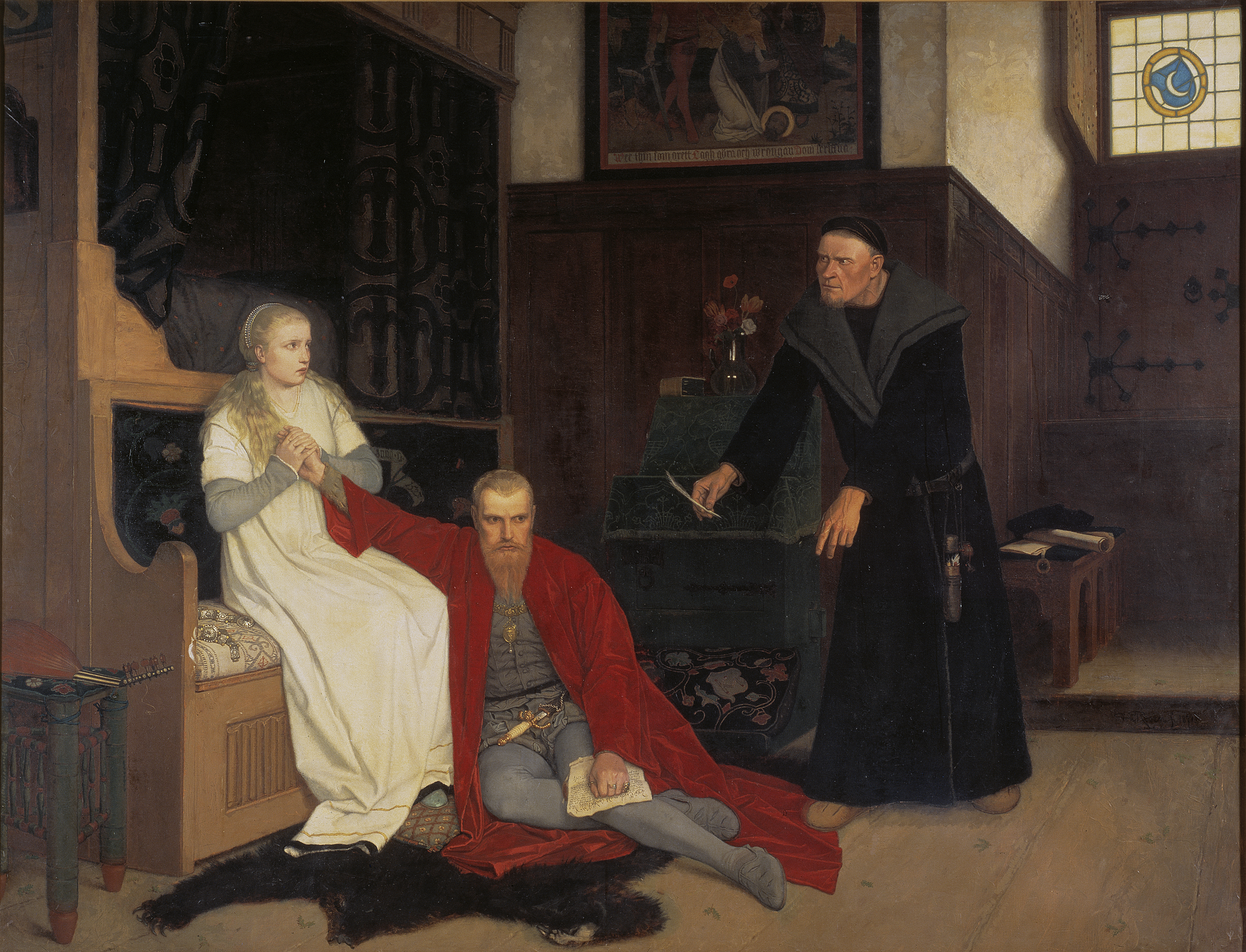
König Erik XIV. Von Schweden; 1871, Georg von Rosen, Nationalmuseum
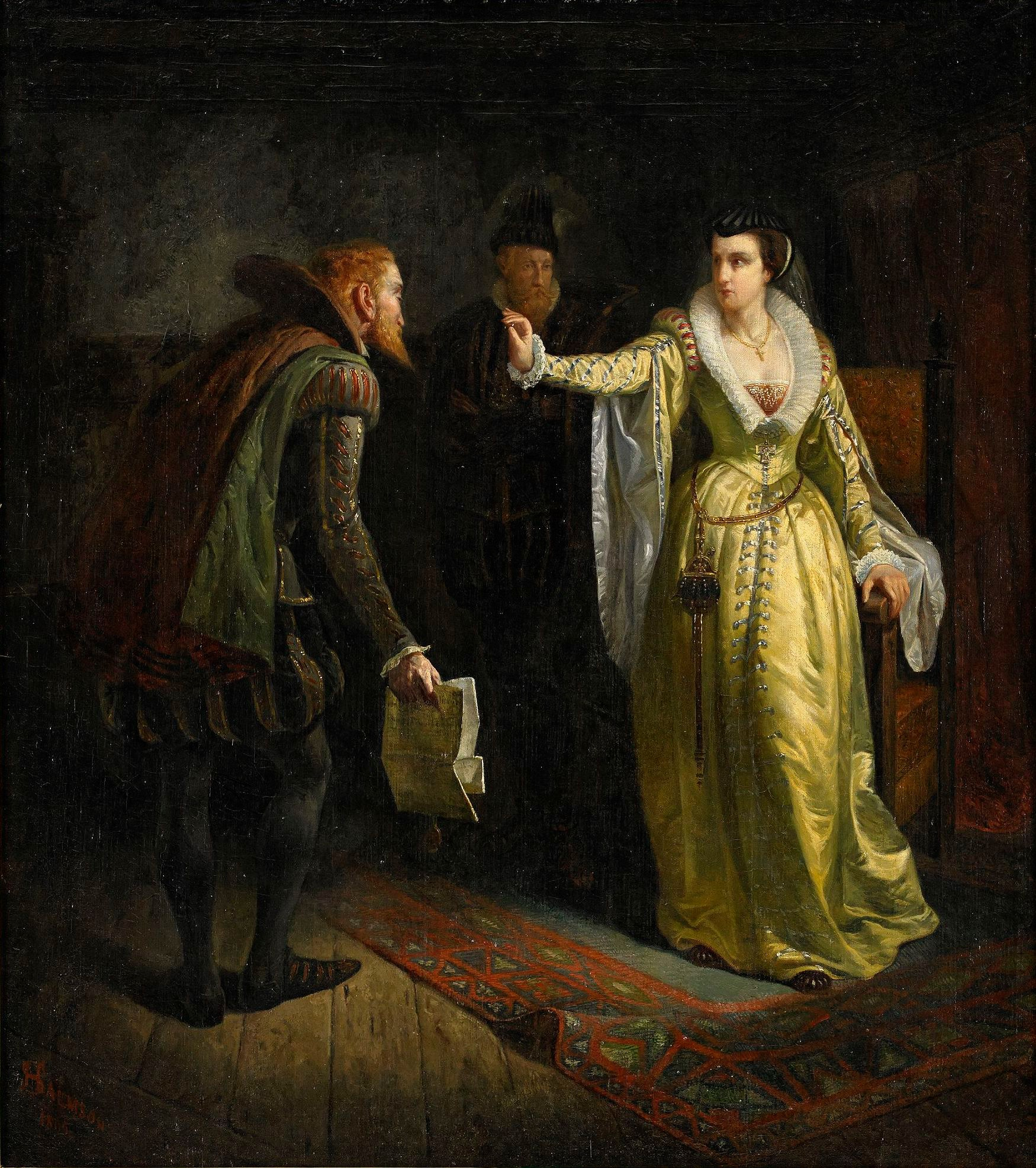
Katarina Jagellonica; Katarina Jagellonica überreicht Jöran Persson ihren Ehering; 1865 von Hugo Salmson
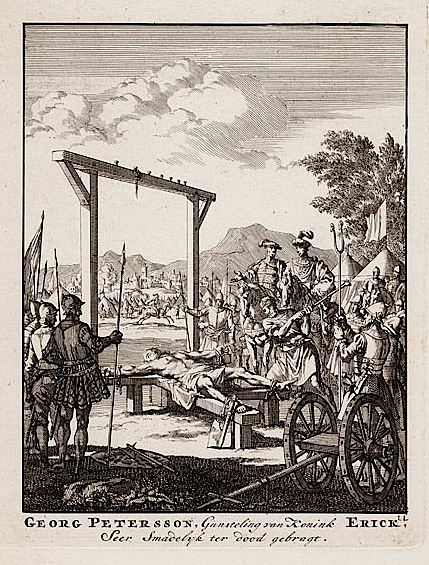
Perssons Hinrichtung auf einem Kupferstich (1698) von Jan Luyken
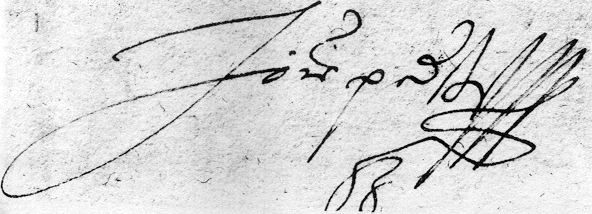
Unterschrift Perssons (1563)
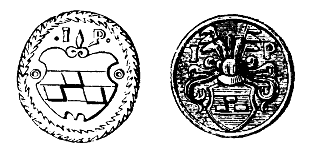
Siegel Perssons; Abbildung aus dem Nordisk familjebok (1909)
Wappen unter dem Namen Tegel (Ziegel), nachdem er in den Adel erhoben worden war
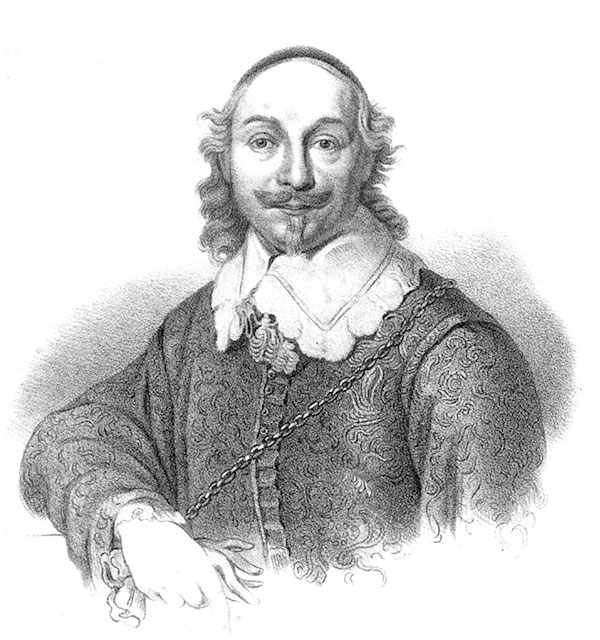
Perssons Sohn Erik Joransson Tegel (1563–1636) in einer Lithografie (1849) von Johan Henric Strömer